# Syngnathoides
Syngnathoides is een monotypisch geslacht van straalvinnige vissen uit de familie van zeenaalden en zeepaardjes (Syngnathidae). Het geslacht is voor het eerst wetenschappelijk beschreven in 1851 door Bleeker.

## Soort
- Syngnathoides biaculeatus (Bloch, 1785)[